# Margery Jourdemain
Margery Jourdemain, auch Margery Gardemaine, (* um 1400; † 27. Oktober 1441 auf dem Smithfield Market, London) wurde als Hexe von Eye (auch Hexe von Eye neben Westminster) Opfer einer politischen Verschwörung.

## Leben
Über Margery Jourdemains frühe Lebensjahre ist nichts bekannt. Fest steht nur, dass sie verheiratet war und mindestens ein Kind hatte, da sie immer wieder als Mutter Jourdemain bezeichnet wird.
Margery Jourdemain wurde am 9. Mai 1432 das erste Mal wegen magischer Betätigung angeklagt, es erfolgte jedoch keine Verurteilung. Obwohl sie als Hexe von Eye bekannt war, hatte es keine Beweise gegen sie gegeben. Also wurde sie in die Obhut ihres Mannes entlassen, der sie zu einem geordneten Leben anhalten sollte.
Margery Jourdemain verkaufte in den Jahren nach 1432 selbst hergestellte Schönheitsmittel. Damit stand sie weiterhin im Ruch der Zauberei, denn kostspielige kosmetische Mittel wurden als heidnisch verdammt. Die Haltung der Kirchenschriftsteller war eindeutig: Kosmetik würde den göttlichen Schöpfungsakt nicht respektieren.

## Hintergrund des Hochverrat-Prozesses
Weil Prinz Humphrey, Duke of Gloucester ein entschiedener politischer Gegner seines Onkels Kardinal Henry Beaufort war, suchte der Kardinal einen Weg, sich Gloucesters zu entledigen. Dieser war aufgrund seiner gesellschaftlichen Stellung als Kanzler und seiner großen Beliebtheit in der Bevölkerung unangreifbar. Sein Ansehen würde jedoch durch die Nähe zu einer Frau, die der Hexerei beschuldigt wurde, leiden.
Roger Bolingbroke, ein Priester, der mit den Gloucester in Verbindung stand, wurde mit mehreren anderen Priestern verhaftet. Ihnen wurde vorgeworfen, ein Horoskop erstellt zu haben, das Eleanor Cobham, Gloucesters Frau, vorhersagen sollte, ob sie Königin von England würde. Mit Hilfe von Drohungen und Folter sollten Geständnisse ihrer angeblichen schwarzmagischen Praktiken erpresst werden. Dies gelang nicht wie erwartet.
John Holland, 2. Earl of Huntingdon, Humphrey Stafford, 1. Duke of Buckingham, William de la Pole, 1. Duke of Suffolk, Henry Percy, 2. Earl of Northumberland, Ralph Cromwell, 3. Baron Cromwell, der zehn Jahre zuvor schon beim Prozess gegen Jeanne d’Arc dabei war, John Cornewall, 1. Baron Fanhope, und Robert Hungerford, 2. Baron Hungerford, wurden daraufhin mit weiterführenden Untersuchungen gegen die Duchess beauftragt.
Im Rahmen der „Untersuchungen“ gegen Eleanor fiel der Verdacht der Hexerei erneut auf Margery Jourdemain, da Eleanor Cobham zu ihrem Kundinnenkreis zählte. Sie wurde inhaftiert und angeklagt, dass sie der Duchess Liebestränke verkauft hätte, mit deren Hilfe sie Gloucester umgarnt hätte, so dass dieser seine erste Ehe annullieren ließ, um Eleanor zu heiraten. Außerdem sollte sie gestehen, der Duchess bei der Fertigstellung einer Wachspuppe geholfen zu haben, die ähnlich wie eine Voodoo-Puppe funktionieren sollte. Eleanor habe Nadeln in diese Puppe gestochen und sie vor ein Feuer gesetzt, sodass sie dort langsam schmolz, wodurch der König krank werden und sterben sollte. Außerdem sollte Margery Jourdemain Schadenzauber für Eleanor Cobham gefertigt haben, die verhindert hätten, dass der König Vater wurde. Ohne Nachkommen wäre Gloucester bei einem frühen Tod des Königs dessen Nachfolger geworden.
Während die Duchess aufgrund ihres hohen Standes nur zu einer lebenslänglichen Haftstrafe verurteilt wurde, wurde Margery Jourdemain der Zauberei und des Hochverrats gegen den König für schuldig befunden und am 27. Oktober 1441 öffentlich als Hexe verbrannt.

## Rezeption
- In Heinrich VI. beschreibt William Shakespeare die Vorgänge um den Hexenprozess
- In Judy Chicagos The Dinner Party wurde ihr Name auf einer der Bodenfliesen verewigt.[1]
- Rebecca Gablé, Die Hüter der Rose (historischer Roman, Erwähnung)
- Mark of the Witch (1970), Splatter-Film